# Pseudantechinus mimulus
Pseudantechinus mimulus är en pungdjursart som först beskrevs av Thomas 1906. Pseudantechinus mimulus ingår i släktet Pseudantechinus och familjen rovpungdjur. IUCN kategoriserar arten globalt som starkt hotad. Inga underarter finns listade. Artepitet i det vetenskapliga namnet är latin för imitera lite.
Pungdjuret förekommer i ett litet område i norra Australien och på några öar norr om kontinenten. Arten vistas i klippiga regioner med några träd. Födan utgörs av ryggradslösa djur och ibland små ryggradsdjur.
Arten når en kroppslängd (huvud och bål) av 70 till 90 mm, en svanslängd av 60 till 75 mm och en vikt av 15 till 25 g. Honor är allmänt större än hannar. Pälsen har på ovansidan en brun färg och undersidan är vit. Bakom varje öra förekommer en rödbrun till kanelbrun fläck. Pseudantechinus mimulus kan lagra fett i svansens främre del och när den är tjock liknar svansen i formen en morot.
Honor har oftast i augusti och september (våren på södra jordklotet) ungar i pungen (marsupium) och under oktober eller november slutar honan med digivning. Några individer kan fortplanta sig två gånger under livet. Per kull föds 4 till 6 ungar.